# Barbro Dahlin
Barbro Elisabeth Dahlin, född 28 mars 1940, död 8 juli 2000, var en svensk författare och läkare. Hon debuterade som lyriker under studietiden och publicerade åtta diktsamlingar och fyra romaner. Hennes dikter knöt an till 1960-talets nyenkelhet. Hennes produktion präglades av såväl samhällskritik som kärlekslyrik. Hennes förtrogenhet med Öland och dess natur avspeglas också i dikterna. Som läkare var hon verksam som barn- och ungdomspsykiater.              

## Biografi
Barbra Dahlin växte upp på Lidingö som dotter till ingenjör Oscar Dahlin och pianisten och konstnären Inga-Lill Hellqvist. Hon blev medicine kandidat 1961 och medicine licentiat vid Karolinska Institutet 1968, genomgick psykoanalytisk utbildning 1968–1983 och blev specialist i barnpsykiatri 1974. Hon var anställd på Karolinska sjukhuset, vid barnpsykiatriska kliniken på Sankt Görans sjukhus, var biträdande överläkare 1974–1977 och verksam som privatpraktiserande psykoterapeut från 1977.
Som 15-åring fick Barbro Dahlin dikter publicerade i Ord & Bild. Hon bokdebuterade med lyriksamlingen Tummelbana 1959 som följdes av Leva i var bit 1961 och Småglöd 1963. Därefter följde två kortromaner med samhällskritisk ton (Laga förfall och Hatbubblan).1975 utkom samlingen Dikter från Carlslund. Barbro Dahlin arbetade då som läkare på Stockholms läns landstings vårdhem för utvecklingsstörda, Carlslund. Genom dikterna uttryckte Dahlin sin reaktion mot avhumaniseringen i institutionsvården under denna tid. "Hon talar lågt och intensivt om människor i nöd och plåga" enligt en recension i Svenska Dagbladet. Dikterna kännetecknas av närvaro och delaktighet och belyser de utvecklingsstördas utsatthet och språklöshet. Personalen reagerade kraftigt på dikterna som antydde förekomst av vanvård. 
Romanerna Soldansen 1983 är en ungdomsskildring med självbiografiska komponenter och Den fjärde frestelsen 1984 utspelar sig i efterkrigstidens Tyskland.  
Den sista diktsamlingen, Där fisken står tätt 1996, innehåller enligt en recension i Läkartidningen "central och stark kärlekspoesi" och påtalar också hur författarens närhet till naturen och djuren avspeglas i dikterna. Dahlin är begravd på Djursholms begravningsplats.